# 行尸走肉 (第三季)
美國的恐怖喪屍電視劇《陰屍路》第三季於2012年10月14日在AMC首播，集數從本季起增至16集。該劇改編自羅伯特·柯克曼、東尼·摩爾和查爾斯·埃蘭德共同繪製的同名漫畫，劇集由法蘭克·戴瑞邦開發，且繼續由葛倫·馬札拉擔任節目統籌。
本季劇情取自漫畫中的的第13-38期之間的故事章節，承接上季結尾，但時間跳躍至八個月後，主要發生在組群找到的一座廢棄監獄，以及另一座由敵對倖存者群居的郊區小鎮「伍德貝瑞鎮」（Woodbury）。幾位來自於漫畫的角色也在本季首次登場，包括主要反派總督、倖存者泰瑞斯以及米瓊恩，而第一季起失蹤的角色摩根·瓊斯也將於本季中的一集裡以客串形式回歸。

## 角色

### 主要演員

第三季主要角色（從左至右）：蘿莉、卡爾、戴瑞、卡蘿、T仔、貝絲、赫謝爾、瑞克、瑪姬、葛倫、總督、米瓊恩和安卓莉亞。缺席：莫爾

#### 主演
- 安德魯·林肯 飾演 瑞克·格萊姆斯：前金縣副警長，在團體中建立威信成為領導者，因殺死過背叛他的搭檔夏恩乃至失去農場後，開始對組群實施以他為首的“君主制”。
- 莎拉·維恩·考麗絲 飾演 蘿莉·格萊姆斯（英语：Lori Grimes）：瑞克的妻子，當初因為她的關係使瑞克和夏恩自相殘殺，如今快生下腹中孩子，一直想跟瑞克複合。
- 蘿莉·荷登 飾演 安卓莉亞（英语：Andrea (The Walking Dead)）：前律師，具有很強的辯護水準，在農場淪陷時跟瑞克一行人分開後遇到米瓊恩，兩人從此相依為命。
- 諾曼·李杜斯 飾演 戴瑞·迪克森（英语：Daryl Dixon）：正邪并存的美國南方人，在團體中擔任主要的獵人，在夏恩死後成為瑞克最重要的幫手和戰友。
- 史蒂文·連 飾演 葛倫·瑞（英语：Glenn Rhee）：曾為披薩外送員，行動敏捷，擅長逃走，經常擔當前線及搜索補給品等工作。
- 蘿倫·科漢 飾演 瑪姬·格林（英语：Maggie Greene）：赫謝爾的大女兒，葛倫的女友，農場後開始學習生存。
- 錢德勒·里格斯 飾演 卡爾·格萊姆斯（英语：Carl Grimes）：瑞克和蘿莉的兒子，受父親影響而學會生存，但有時不滿他被父母過度保護。
- 達娜·古瑞拉 飾演 米瓊恩（英语：Michonne）：神秘女劍客，手持一把武士刀，八個月前營救安卓莉亞，似乎經歷過慘劇而性格孤僻。
- 麥可·魯克 飾演 莫爾·迪克森（英语：Merle Dixon）：戴瑞的哥哥，反社會人格的激進分子，當初被拷在亞特蘭大時自斷手臂後失蹤，再見到組群時已經成為總督的部下。
- 大衛·莫瑞瑟 飾演 菲利浦·布雷克／總督（英语：The Governor (The Walking Dead)）：伍德貝瑞鎮的領袖，冷血無情、嗜殺成性、控制欲強烈的偏執狂，為了達到目的不擇手段。

#### 其他主演
- 梅莉莎·麥克布萊德 飾演 卡蘿·派勒提爾（英语：Carol Peletier）：組群一份子，曾為家庭暴力的受害者，連續失去丈夫和女兒後開始重新振作起來。
- 史考特·威爾森（英语：Scott Wilson (actor)） 飾演 赫謝爾·格林（英语：Hershel Greene）：一位信仰深厚的農場主人，也是經過訓練的退役軍人，瑪姬和貝絲的父親。
- 艾蜜莉·金尼 飾演 貝絲·格林（英语：Beth Greene）：赫謝爾的小女兒，性格和身手跟姐姐瑪姬比起來較為弱小。
- 艾恩伊·辛格頓（英语：IronE Singleton） 飾演 西歐多·「T仔」·道格拉斯（英语：T-Dog (The Walking Dead)）：組群中的一員，身材較為壯碩的打手，為組群作出過不少貢獻。

### 常設角色

#### 伍德貝瑞鎮
- 何塞·帕波羅·肯提羅（英语：Jose Pablo Cantillo） 飾演 凱撒·馬丁尼茲（英语：Caesar Martinez (The Walking Dead)）：總督不可缺少的左右手，也對總督極為忠誠，待人狂妄自大，衝動行事。
- 達拉斯·羅伯斯 飾演 米爾頓·馬梅特（英语：Milton Mamet）：小鎮上的科學家，擔任總督的摯友和顧問，致力於研究行屍。
- 崔維斯·洛夫 飾演 尚勃特（Shumpert）：小鎮的門衛，善用弓箭和槍械，負責站崗，話不多，同樣忠誠於總督。
- 勞倫斯·高 飾演 蒂姆（Tim）：小鎮的居民，總督的隨從兼戰士之一。
- 亞瑟·布里吉斯 飾演 克羅利（Crowley）：小鎮的居民，總督的隨從兼戰士之一。
- 梅莉莎·潘茲歐（英语：Melissa Ponzio） 飾演 凱倫（Karen）：小鎮的善良居民，前學校教師，在小鎮中擔任輔導員。
- 艾麗莎·尼古拉斯（英语：Alexa Nikolas） 飾演 海莉（Haley）：小鎮的年輕少女，學藝不精、卻又行事衝動，跟安卓莉亞是好友。
- 唐澤莉·亞布羅斯（英语：Donzaleigh Abernathy） 飾演 史蒂文斯醫生（Dr. Stevens）：小鎮的主治醫生，負責治療傷者和病患。

#### 監獄囚犯
- 陸·譚波（英语：Lew Temple） 飾演 艾克塞（英语：Axel (The Walking Dead)）：監獄倖存者（英语：The Prisoners (The Walking Dead)）之一，非常善良、喜歡跟人打交道，因持械搶劫加油站被捕，即使犯案時是拿玩具槍，對卡蘿有好感。
- 文森·沃德（英语：Vincent Ward） 飾演 奧斯卡（Oscar）：是一個高壯的囚犯，艾克塞的好友，也是監獄中的少數好人之一。
- 尼克·戈麥茲（英语：Nick Gomez (actor)） 飾演 湯瑪斯（Tomas）：囚犯團的領袖，最為陰險、殘忍及自私，始終打算霸佔監獄。
- 馬克斯·摩爾（英语：Markice Moore） 飾演 安德魯（Andrew）：倖存的囚犯之一，湯瑪斯的跟班，一樣是欺軟怕硬的惡霸。
- 西歐多斯·克萊恩（英语：Theodus Crane） 飾演 大個兒（Big Tiny）：倖存的囚犯之一，比較善良的高大囚犯。

#### 泰瑞斯小組
- 查德·柯曼 飾演 泰瑞斯·威廉斯（英语：Tyreese）：一組倖存者的領袖，隨身一把鐵錘為武器，行事穩重、慈悲，肩負著守護隊伍的使命。
- 索妮瓜·馬丁-葛林 飾演 莎夏·威廉斯（英语：Sasha Williams (The Walking Dead)）：泰瑞斯的妹妹，與哥哥共同生存時找到監獄，比哥哥更為善解人意。
- 丹尼爾·湯瑪斯·梅 飾演 艾倫（Allen）：泰瑞斯的同組成員，十分狡猾自私、容易妒忌他人，然而他的愚昧最終造成自己家破人亡。
- 泰勒·切斯 飾演 班（Ben）：艾倫的兒子，同樣不明是非，母親死後聽從父親而從此走入歧途。

#### 其他
- 蘭尼·詹姆斯 飾演 摩根·瓊斯（英语：Morgan Jones (The Walking Dead)）：瑞克所遇到的第一位人類倖存者，跟他在金縣分開後因為不肯殺掉屍變的妻子，導致兒子也因此身亡，如今精神崩潰的他繼續留在家鄉。
- 強·柏恩瑟 飾演 夏恩·沃許（英语：Shane Walsh (The Walking Dead)）：瑞克的前搭檔兼摯友，在農場因為嫉妒原因而背叛且企圖暗殺瑞克，被瑞克當場自衛殺害後，至今作為困擾瑞克的陰影。
- 艾瑪·貝爾（英语：Emma Bell） 聲演 艾米（英语：Amy (The Walking Dead)）：亞特蘭大營地的前成員，安卓莉亞的已故妹妹，這次僅在瑞克的幻覺中以電話聲音形式出現。
- 潔莉·普萊斯考特·塞爾斯（英语：Jeryl Prescott Sales） 聲演 賈姬（Jacqui）：亞特蘭大營地的前成員，先前在疾控中心爆炸時自願留下赴死，僅在瑞克的幻覺中以電話聲音形式出現。
- 安德魯·羅森博格（英语：Andrew Rothenberg） 聲演 吉姆（Jim）：亞特蘭大營地的前成員，先前被行屍咬到後自願留在一棵樹下赴死，僅在瑞克的幻覺中以電話聲音形式出現。
- 朱利歐·凱撒·西迪里歐（英语：Julio Cesar Cedillo） 飾演 威爾斯中尉（Lt. Welles）：美軍中尉兼直升機駕駛員，來自班寧堡的倖存者之一，跟著小隊逃出淪陷的基地後，直升機被擊落後被帶回小鎮問情報，乃至被總督殺害。

## 集數列表
| 總集數 | 集數 （季） | 標題                                     | 導演               | 編劇                    | 首播日期       | 美國收視人數 （百萬） |
| --- | ----------- | ---------------------------------------- | ------------------ | ----------------------- | -------------- | --------------------- |
| 20 | 1           | 種子 Seed                                | 歐內斯特·狄克森    | 葛倫·馬札拉             | 2012年10月14日 | 10.87                 |
| 瑞克一行人逃離格林農場後，接下來的八個月期間在外度過一個四處奔波的冬天，每當到達一個新住所時，都會被到來的麻煩逼走。在此期間，戴瑞、卡蘿和赫謝爾一家人感覺瑞克的領導程度早已超出夏恩，每個人都漸漸釋懷瑞克當初的言行。而這幾個月的經歷，每人都各盡其職，戴瑞接替夏恩成為瑞克的副手，卡蘿和卡爾已經開始慢慢學會用槍自衛。這時，瑞克感覺蘿莉腹中的孩子已經臨盆將近，因此決定必須要找一個能夠安全度過幾個星期的地方。當瑞克與戴瑞沿著一條火車鐵軌尋找時，意外找到一處佈滿行屍的監獄，瑞克發現這裡剛好是一個易守難攻的地方，於是帶領所有人剪破圍欄闖進去。第一天，他們清空監獄平原的行屍後休息一晚上，於隔天馬上起身，以背靠背形式清空監獄外部廣場和內部牢房區的行屍，最後帶著所有人入睡監獄「C區」。蘿莉因為對自己導致瑞克和夏恩自相殘殺一事懷有愧疚，一直想找機會跟瑞克心平氣和地談一談，但一直被瑞克推脫；她還恐懼即將出世的孩子一旦遭遇不測會害死她。又過一天，瑞克帶領團隊搜查深入監獄內部搜索，對抗行屍過程中，赫謝爾不慎被一隻假死的行屍咬傷腿。眾人緊急撤回監獄食堂，瑞克當機立斷砍掉赫謝爾被咬的腿來制止感染，同時發現五名倖存監獄囚犯也駐守於此。                              |             |                                          |                    |                         |                |                       |
| 21 | 2           | 生病 Sick                                | 比利·吉爾哈特      | 妮可·貝提               | 2012年10月21日 | 9.55                  |
| 瑞克一行人將流血不止、陷入昏迷的赫謝爾緊急送回C區包紮治療，經過緊急處理後只好慢慢等他醒來。瑞克、T仔與戴瑞開始跟五名倖存囚犯協商，首先發現他們因為在食堂關太久，對外面發生的災難一無所知。眾人在協商後決定互相協助清理出一個可以居住的區域，但在過程中，一名高大的囚犯大個兒不小心被行屍抓傷，最後直接被其中一個名叫湯瑪斯的邪惡囚犯活活打死。不僅如此，湯瑪斯在清理獄區的行屍時，始終試圖將行屍推向瑞克當作意外，而害人終害己，瑞克在難以忍受下直接拿刀砍中湯瑪斯的頭致死，而湯瑪斯的跟班安德魯在混亂之中逃跑，不慎逃到一處滿是行屍的區域，最後被瑞克反鎖門而自生自滅。最後兩名乖乖配合的囚犯奧斯卡和艾克塞，則被瑞克安排到一座遠離眾人的牢房區。當時，赫謝爾在腿傷的情況下幾乎險些沒命，蘿莉在千鈞一髮之際用人工呼吸將赫謝爾救活。幾小時後，赫謝爾平安無事地清醒過來，也感激瑞克和蘿莉的救命之恩。 |             |                                          |                    |                         |                |                       |
| 22 | 3           | 與我同行 Walk with Me                    | 蓋·法蘭            | 埃文·瑞利               | 2012年10月28日 | 10.51                 |
| 安卓莉亞自從在格林農場中跟眾人分離後，被一名拎著被切斷手臂與下巴的兩個“寵物”行屍的女劍客米瓊恩營救，兩人同樣度過一個四處奔波的冬天。如今，安卓莉亞因為感冒發燒而虛弱不堪，兩人上路時突然注意到一架墜毀在附近的美軍直升機，兩人到墜機地點一看，發現有另外一夥全副武裝的隊伍正在掃蕩現場，還救走一位劫後餘生的飛行員威爾斯。兩人躲在樹叢中視察時，因為拎著的寵物行屍暴露她們的行蹤，不慎被團夥發現時，安卓莉亞發現眼前找到她們的人時失蹤已久的莫爾。當安卓莉亞高燒昏倒後，被莫爾跟他的隊伍帶到一個擁有七十多名倖存者的小鎮「伍德貝瑞」（Woodbury），而安卓莉亞在醫生治療下脫離險境，自稱「總督」的小鎮領袖也走出來自我介紹。隔天，總督與自己的科學專家米爾頓研究完米瓊恩的偽裝戰術，從受傷救治的威爾斯口中得知他們來自於已淪陷的班寧堡基地。得知餘下士兵的駐守地點後，總督假借前去帶他們回來的名義，趕到駐守點後命令部下們殲滅所有軍方，將他們所有的武器與裝備搜刮一空，回去後謊稱這些軍方受到行屍攻擊而無一倖免。當晚，總督在自己公寓喝酒時，進入他的一個秘密房間，坐在沙發上觀看他的“收藏”：一系列裝滿人類和行屍頭顱的魚缸，當中包括米瓊恩的兩個寵物行屍以及被他殺害的威爾斯。               |             |                                          |                    |                         |                |                       |
| 23 | 4           | 內奸 Killer Within                       | 蓋·法蘭            | 金三玉                  | 2012年11月4日  | 9.27                  |
| 瑞克一行人奪下監獄後度過幾天的平靜生活，赫謝爾的腿傷也日漸康復，開始利用拐杖行走。而兩名被瑞克隔離的囚犯艾克塞與奧斯卡，始終打算加入瑞克的行列，但瑞克還是一而再三地拒絕他們。當一切看似安好時，當初被瑞克放到行屍群中卻得以倖存的安德魯，為了報復瑞克等人而偷偷將外圍的行屍引進監獄，順便撬開籠鎖放出所有隔離在監獄各處的行屍。在行屍突襲之下，所有人分散跑進監獄的各處躲避，T仔遭咬傷後為了掩護卡蘿逃到安全地帶，只能犧牲自己而英勇喪命。為了停止突如其來的警報聲，瑞克等人在奧斯卡與艾克塞的幫助下來到電機房，卻與潛伏的安德魯正面交鋒。奧斯卡奪下槍後一槍射殺安德魯，他跟艾克塞也因此得到瑞克等人的信任。蘿莉在與卡爾和瑪姬逃到鍋爐房時突然肚子劇痛，也在無法支撐之下命令瑪姬切開自己的肚子，認為只能以死來拯救腹中的孩子。卡爾只能含著悲痛與母親訣別，在瑪姬動刀的一刻，蘿莉也在嬰兒出世的時候難產而死；瑪姬抱著嬰兒走出去時，卡爾開槍殺死母親以防止她變成行屍。另一邊，瑞克等人沖出去時，找到已被行屍吃掉的T仔屍骸以及卡蘿的頭巾，沖出門口後發現抱著嬰兒痛哭的瑪姬和卡爾。看到景象的瑞克得知自己的妻子已經死亡時，整個人瞬間倒在地上陷入無盡的悲痛中。                         |             |                                          |                    |                         |                |                       |
| 24 | 5           | 儘管開口 Say the Word                    | 葛雷格·尼可泰羅    | 安潔拉·姜               | 2012年11月11日 | 10.37                 |
| 瑞克一時無法承受喪妻之痛而精神恍惚，拿起地上的斧頭沖回監獄，砍殺一路上遇到的所有行屍。為了不讓孩子喪命，瑪姬和戴瑞冒險前往最近的托兒所拿到嬰兒奶粉和托兒器具，回去後及時餵給大哭的孩子。另一方面，安卓莉亞當時享受著總督為小鎮居民們舉行的野餐派對，但在派對進行的同時，米瓊恩始終懷疑總督背後搞陰謀，於是潛入總督的公寓中拿回自己的武士刀。當她發現總督在小鎮廣場背後飼養行屍，打算以此警告安卓莉亞時，因為安卓莉亞選擇不相信她，而米瓊恩則獨自離開小鎮。當晚，總督安慰安卓莉亞後，帶她去觀看小鎮的慶典，但慶典內容卻是總督的兩大左右手莫爾和馬丁尼茲兩人在行屍當中單挑，而安卓莉亞也對此感到噁心。瑞克一路殺到鍋爐房後在一片血泊中找到蘿莉的衣服、戒指、以及卡爾開的一顆子彈，也在旁邊找到一個吃飽的行屍，因此認為自己妻子早已被吃光而開槍殺死該行屍。一晚上過後，瑞克聽著嬰兒的哭聲時，桌子上的電話突然開始響起… |             |                                          |                    |                         |                |                       |
| 25 | 6           | 圍捕 Hounded                             | 丹·艾提亞斯        | 史考特·M·金普           | 2012年11月18日 | 9.21                  |
| 瑞克接電話後發現另一頭是兩個女人和一個男人，其中一個女人甚至知道他的名字，驚訝的瑞克還得知最後接電話的女人是死去的蘿莉，因此才發現他現在因悲痛陷入某種幻覺。聽完蘿莉的請求後，瑞克決定懷著勇氣接受這一切，不久後回到眾人的懷抱中。同時，總督不肯放過米瓊恩，派遣莫爾為首的三個士兵去獵殺她，還命令莫爾完成任務後帶回米瓊恩的頭和隨身劍。然而，莫爾過於輕敵而損失兩名人手，雖然打中米瓊恩腿部一槍，但後來發現追不上後決定欺瞞總督，將最後一名手下滅口後打道回府。當莫爾來到附近藥店找藥時，剛好遇見出來找奶粉的葛倫和瑪姬，為了弄清楚自己弟弟的下落，他將兩人挾持回小鎮；這一切被躲藏在一旁的米瓊恩看見。對總督產生好感的安卓莉亞乃至陪他上床時，莫爾回來對他謊稱米瓊恩已死，隨後去拷問葛倫和瑪姬。在監獄，瑞克回到家人的身邊後開始將剛出世的嬰兒視如己出，陪她在監獄廣場上散步時，在監獄的圍牆外遇見渾身淤血、將葛倫和瑪姬手中的奶粉藍拎回來的米瓊恩。 |             |                                          |                    |                         |                |                       |
| 26 | 7           | 當死亡來敲門 When the Dead Come Knocking | 丹·薩克汗          | 法蘭克·瑞恩蘇利         | 2012年11月25日 | 10.43                 |
| 瑞克和卡爾合作將受傷倒地的米瓊恩救回監獄，回牢房時得知戴瑞已經找到平安無事的卡蘿，而卡蘿隨即也得知蘿莉的死訊。米瓊恩清醒後對眾人供述葛倫和瑪姬被抓回伍德貝瑞鎮的事情，而瑞克也立刻組建小隊，與戴瑞和奧斯卡一起前去，但也在走前和卡爾為女嬰起名叫「茱蒂絲」。這時，莫爾將葛倫和瑪姬關押到總督的一座私人倉庫中，將兩人分開關押後開始向葛倫實施嚴刑拷打、問出任何關於弟弟的資訊。由於葛倫寧死不屈，莫爾決定以其人之道還治其人之身，將一隻行屍扔進房間中，讓葛倫在雙臂被縛的情況下獨身對抗，但他還是憑借自身能力與經驗殺死行屍。總督急切想知道對方家園位置而親自去審問瑪姬，在她不開口之下命令瑪姬脫下衣服供他觀賞，最後拎著她來到葛倫面前以脅迫手段進行質問。別無選擇的瑪姬招供監獄位置，而總督得知對方僅十個人卻能輕易清空大量行屍盤踞的監獄而十分吃驚，因此決定首先派手下先去探查監獄，同時開始質疑莫爾面對弟弟的時候忠誠心會何在。在米瓊恩的帶領下，瑞克等人潛伏在伍德貝瑞鎮的門口等待潛入時機，卻完全不知道昔日的夥伴安卓莉亞就在小鎮上。安卓莉亞當時協助米爾頓，做一個探究剛甦醒的行屍腦中是否留有人體潛意識記憶的實驗，但該實驗結果最後是以失敗告終。                             |             |                                          |                    |                         |                |                       |
| 27 | 8           | 生來受難 Made to Suffer                  | 比利·吉爾哈特      | 羅伯特·柯克曼           | 2012年12月2日  | 10.48                 |
| 監獄後方的森林裡，一夥以泰瑞斯領導的倖存者隊伍被行屍包圍，其中一員唐娜不慎被咬，泰瑞斯的妹妹莎夏發現監獄而從破損的后墻躲進去。卡爾聽到他們的聲音後來到機房，將他們所有人救進大廳裡，但並未接納他們進牢房區。另一方面，瑞克等人在米瓊恩的帶路下潛入小鎮，聽見葛倫和瑪姬反抗時引發的槍響後，追到倉庫裡將他們解救出來，而戴瑞也得知自己哥哥還活著並成為小鎮的一員。總督為了防止安卓莉亞認出以前的夥伴而將她打發走，命令守衛開始進行地毯式搜索，瑞克向鎮上扔煙霧彈進行突圍，卻在掩護時將一名守衛錯看成夏恩而一時亂掉陣腳，奧斯卡因此中槍身亡；當瑞克等人成功撤離時，但戴瑞卻為了掩護而被抓到。這時，米瓊恩暗中脫隊後來到總督的公寓，打算等他回來後將他斬首，卻先發現總督的人頭魚缸，以及他變成行屍的女兒潘妮。總督回來後在打算放下槍求米瓊恩饒過自己女兒，米瓊恩卻還是一刀刺死她，跟沖過來阻止的總督正面交鋒。米瓊恩拿起一塊魚缸碎片刺瞎總督的右眼，剛想將他斬首，卻被趕到的安卓莉亞制止後跑掉。失去一隻眼的總督因為失去女兒，惱羞成怒之下來到小鎮競技場，對鎮民們稱之前對他撒謊的莫爾是協助對方的叛徒，甚至將抓獲的戴瑞帶到莫爾面前，讓他們兄弟倆的重逢變成生死決鬥。                   |             |                                          |                    |                         |                |                       |
| 28 | 9           | 自殺之王 The Suicide King                | 萊絲莉·林卡·葛蘭德 | 伊凡·瑞利               | 2013年2月10日  | 12.26                 |
| 莫爾與戴瑞站在競技場中遲遲不肯互相攻擊，而莫爾首先打算演一場苦肉計來突圍，但總督卻搬出飼養的行屍來逼迫他們動手。所幸瑞克和瑪姬跑回來支援，躲在暗處射殺海莉在內的幾名士兵、扔煙霧彈掩護兄弟倆逃出小鎮。淩晨，在公路上等消息的葛倫與米瓊恩，因為對跟來的莫爾感到不滿，莫爾交代安卓莉亞活著的事情以及她曾經跟米瓊恩一起生存的內幕。瑞克看不上米瓊恩持續撒謊，經過商討過後決定將莫爾和米瓊恩趕出集體，但戴瑞不想再一次丟下哥哥，不想讓他受人排擠而收拾東西離開瑞克的隊伍，跟哥哥自謀生路。回去路上，葛倫因為被暴打過而身心受創，加上認為總督“傷害過”瑪姬，開始怪罪瑞克這次回去沒有殺死總督。在小鎮上，所有鎮民開始對前一晚的襲擊感到恐懼，紛紛打算收拾東西搬離，總督也因為被憤怒沖昏頭腦而對此袖手旁觀，而安卓莉亞見他不願意幫忙，用心安撫所有鎮民後才他們冷靜下來。在監獄，赫謝爾幫忙治療泰瑞斯等人的傷，幫他們他們埋葬喪生的唐娜，而唐娜的丈夫艾倫和兒子班一度想攻下監獄佔為己有，直到被泰瑞斯和莎夏阻止。瑞克回來後，原本經歷過蘿莉的事情而不打算接納泰瑞斯一行人，而他後來在二樓看見一個類似蘿莉的影子後開始神志不清，拿出手槍大放肆詞後將泰瑞斯一行人掃地出門。                     |             |                                          |                    |                         |                |                       |
| 29 | 10          | 家園 Home                                | 賽斯·曼恩          | 妮可·貝提               | 2013年2月17日  | 11.05                 |
| 總督假模假樣地來到安卓莉亞的房間表示前一天的歉意，還有意讓安卓莉亞頂替領導位置，口口聲聲說他不會做出復仇之舉，其實暗中拜託米爾頓去持續觀察安卓莉亞的動向。跟哥哥走的戴瑞自從目睹莫爾試圖搶劫一家倖存者後，發現自己選錯隊站而決定回去監獄。瑞克走不出喪妻之痛而再度脫離隊伍，時不時被蘿莉的影子牽著走，其他人在泰瑞斯一行人離開後立刻安排監獄的防護工作。葛倫由於遭受過暴打而身心受創，加上斷言總督“傷害”過瑪姬而不顧危險想去復仇，甚至打算帶米瓊恩獨自去攻打小鎮。瑪姬看到葛倫現在的狀況開始疏遠他，葛倫於是獨自出去靜一靜。赫謝爾發現眼前的隊伍因為喪失領袖而幾近四分五裂，一人拄著拐杖跑到監獄廣場上打算將在外遊蕩的瑞克勸回來，瑞克承認他看到蘿莉的影子，但始終不知道這代表什麼。同一時間，總督、馬丁尼茲和香勃特突然來到監獄外圍而發動猛烈攻擊，艾克塞慘死於總督的狙擊槍之下，而總督也往監獄廣場上送進一輛裝滿行屍的卡車，撞毀大門並將大量行屍放入草原上。困在草原上的赫謝爾被趕回來的葛倫和米瓊恩聯手搭救，而瑞克因為獨自困在外面而彈藥用盡之下，所幸被及時趕回監獄的戴瑞與莫爾出手相救。總督一方集體開車撤離，而瑞克看著淪陷的監獄草原後也陷入怒火。                           |             |                                          |                    |                         |                |                       |
| 30 | 11          | 我不是猶大 I Ain't a Judas               | 葛雷格·尼可泰羅    | 安潔拉·姜               | 2013年2月24日  | 11.01                 |
| 瑞克撤回監獄後開始討論接下來的對策，一致決定留下守護此地，而所有人卻依然憎恨著挑起戰爭的莫爾。總督回去後對安卓莉亞編造一個“前去和平談判卻遭受瑞克等人攻擊”的謊言，甚至將小鎮上所有鎮民，包括患有重要疾病的老人小孩集結起來接受軍事訓練，準備對監獄發動第二次攻擊。安卓莉亞決定阻止這一切，打算先去見監獄中的原來夥伴，於是和米爾頓聯合抓到一隻行屍採用米瓊恩的偽裝戰術，過程中巧遇被趕出監獄不久的泰瑞斯等人，米爾頓於是將泰瑞斯等人收留回伍德貝瑞鎮。安卓莉亞來到監獄，即使從瑞克口中得知總督的一系列謊言，卻依然打算利用和平的方式來化解兩方戰爭，卻遭到瑞克等人的驅離。米瓊恩諷刺安卓莉亞為了小鎮生活而選擇捨棄朋友，告知安卓莉亞總督企圖派莫爾刺殺她、乃至讓莫爾找到葛倫和瑪姬的事情，讓安卓莉亞感到不知所措，卡蘿為她提議說可以趁總督睡覺時殺死他。當晚，安卓莉亞回到小鎮上將情況報告給總督，總督也因此對安卓莉亞疏忽戒心而度過激情一晚；安卓莉亞在深夜時拿出刀原本打算殺死總督，卻最終下不了手。在監獄，瑞克為了以防萬一要做好萬全準備，於是打算在隔天帶領卡爾與米瓊恩外出尋找槍械等備戰資源，所有人聽著貝絲的歌聲度過一個晚上。                                               |             |                                          |                    |                         |                |                       |
| 31 | 12          | 清醒 Clear                               | 翠莎·布洛克        | 史考特·M·金普           | 2013年3月3日   | 11.30                 |
| 瑞克、卡爾和米瓊恩組成小隊，開車回去老家金縣去尋找軍火槍械，路途上無視過一位求救的倖存者。回到瑞克的警察局後，他們發現槍械已空空如也，三人到小鎮大路上找到多數抓行屍的陷阱。這時，一位蒙面狙擊手在樓命令瑞克等人丟掉武器離開，瑞克將蒙面人引到一樓，卡爾一槍打傷他的腹部才制伏他，瑞克卻在拿下他的面具後，發現他是當初救自己一命且失聯到至今的摩根·瓊斯。瑞克與米瓊恩聯手將摩根抬上去後發現上方擺滿軍火，開始四處搜刮該拿的槍械，瑞克堅持要在房間中等待摩根醒來。卡爾與米瓊恩合作來到一家酒吧，冒險拿到一張他們一家三口曾經在店中吃飯的紀念照，卡爾稱這是準備為長大後的茱蒂絲展示母親的模樣。另一邊，精神不穩定的摩根醒後認不出瑞克，瑞克拿出當初的對講機才讓他想起一切，摩根供述他的兒子德維恩已經淪為行屍，源於他分離當天無法槍殺屍變的妻子而造成兒子被咬。瑞克本想說服摩根跟他一起走以告別過去，但摩根還是決定堅守這裡和他目前的狀況。瑞克打算帶隊撤退後，卡爾對摩根表示槍擊他的歉意，但摩根告誡他「永遠不要覺得抱歉」。最後，瑞克三人望一眼開始燒屍體的摩根後離開，從原路往返時發現之前遇到的倖存者已經死在路邊，便拿上他的紅色背包回去監獄。                                    |             |                                          |                    |                         |                |                       |
| 32 | 13          | 門柱上的箭 Arrow on the Doorpost         | 大衛·鮑伊德        | 萊恩·庫曼               | 2013年3月10日  | 11.46                 |
| 由於監獄和小鎮之間依然處於戰爭邊緣，安卓莉亞為了避免鬥爭和死傷，幫忙協調瑞克和總督這兩大領袖，在一座飼料廠進行一次會談；這也是瑞克和總督的初次對峙。瑞克不情願地為總督提供一个和平計畫，以一條河作為分界線而從此井水不犯河水；總督一開始本來拒絕，但後來卻說他會接受這一協議。總督便開威士忌和瑞克喝酒聊天，開始訴說他在災前也失去過妻子，如今只想為女兒討回公道。總督提出兩方從此既往不咎的唯一條件是將米瓊恩交給他處置，聲稱交出她便讓恩怨一筆勾銷。在監獄，葛倫和其他人將瑞克帶回來的槍械全部歸類安排好備戰，但莫爾打算自作主張前去工廠直接殺死總督來永絕後患，也和葛倫意見不合而再度打架。後來，葛倫一人在門口放哨時遇到換班的瑪姬，葛倫以之前的耍脾氣而對她道歉，兩人也在互相釋盡前嫌後在倉庫中再度激情四射。當瑞克對總督的條件猶豫不決時，總督希望同樣身為領袖的瑞克能看在同伴安全的份上好好考慮，將交易時間定為這座飼料廠的兩天後正午，而雙方也談完後互相打手勢離去。總督剛回到小鎮就對安卓莉亞瞞下這一切，暗中命令手下在飼料廠周邊佈置好陷阱和陣地。瑞克等人回到監獄後首先並沒有對眾人說出關於總督條件的事情，反而只對眾人說出戰爭已經打響。                                 |             |                                          |                    |                         |                |                       |
| 33 | 14          | 餓虎撲食 Prey                            | 史蒂凡·史瓦茲      | 伊凡·瑞利 & 葛倫·馬札拉 | 2013年3月17日  | 10.84                 |
| 總督下令所有鎮民交出手頭的武器為隔天所用，安卓莉亞認為不對勁後靠米爾頓得知總督的謊言，他其實準備設陷阱一舉殲滅瑞克一行人，甚至預備好一間酷刑室隨心所欲地折磨米瓊恩。米爾頓不忍心殺害總督，奉勸安卓莉亞立刻離開小鎮去監獄警告瑞克，順便從此跟他們遷離，說他這段期間會想辦法將總督導回正途。安卓莉亞只好獨自離開，在泰瑞斯與莎夏的注視之下翻越後牆離開。不知情內幕的泰瑞斯對總督如實匯報，而總督識破是米爾頓走漏消息，於是親自駕車去追趕她，走前命令馬丁尼茲到他們事先準備的一座捕捉行屍用的陷阱坑，將裡面的行屍作為明日交易用的陷阱。沒車沒槍的安卓莉亞一路上遭到總督開車追趕，被迫狂奔至一座棄置工廠躲避，順勢將困在工廠中的大量行屍推向總督，趁總督與行屍惡鬥的時候逃離。精疲力竭的安卓莉亞於清晨時到達監獄圍牆外，剛要與站在瞭望塔上的瑞克招手，卻還是被追上來的總督蒙住嘴抓回去。為了封鎖消息，總督事先將安卓莉亞用手銬囚禁在酷刑室中，隨後若無其事地回到小鎮謊稱“沒找到她”。而馬丁尼茲通報說陷阱坑在昨夜被人蓄意放火燒毀，損失所有捕獲的行屍，而總督懷疑這是泰瑞斯所為，經過試探後卻發現他對此毫不知情。當米爾頓走上前關切總督並提及此事後，總督由此得知縱火者是誰而微微地竊笑。 |             |                                          |                    |                         |                |                       |
| 34 | 15          | 哀愁此生 This Sorrowful Life             | 葛雷格·尼可泰羅    | 史考特·M·金普           | 2013年3月24日  | 10.99                 |
| 兩方交易時間將至，瑞克將總督的條件對赫謝爾、戴瑞和莫爾三人透漏後，開始準備捆手用的電線去劫米瓊恩，但在動手前再度看到蘿莉的影子，最終發現蘿莉的出現是為了提醒他不要做出錯誤的事情，於是在醒悟之下決定不管條件、跟總督來一個硬碰硬。誰知，莫爾決定擅自動手而打昏米瓊恩將她拴著走，偷一輛轎車後帶著她前往交易地點。半路上，米瓊恩對莫爾的又一次錯誤選擇而感到悲哀，但莫爾突然將米瓊恩放走，說自己如今沒有退路而只能獨自面對。後來，莫爾到一家酒吧喝完他的“最後一杯”，並將車中的音響開到最大而引來附近的所有行屍，最後順勢將屍群引到飼料廠。當時，總督的人馬守在工廠周圍埋伏，莫爾找到一個射擊位置，將總督的士兵一個一個打傷，八個人中槍倒地後集體遭行屍撕咬。然而，莫爾沒來得及射殺總督就不慎暴露位置，與追上來的總督死鬥下被咬掉手指，大喊自己不會求饒下被總督一槍打穿胸膛。在監獄，葛倫從一個女行屍手上拿到一個鑽戒後，正式和瑪姬成婚為夫妻。瑞克最終對眾人坦白關於條件的事情，致歉後決定以此結束他的君主制時期而將選擇權留給其他人，而所有人均一致決定留下來戰鬥，而米瓊恩也平安回到監獄。當戴瑞趕到飼料廠時，發現莫爾已經喪生且變成行屍，悲痛之下拔刀終結哥哥的屍態。               |             |                                          |                    |                         |                |                       |
| 35 | 16          | 歡迎來到墓地 Welcome to the Tombs        | 歐內斯特·狄克森    | 葛倫·馬札拉             | 2013年3月31日  | 12.42                 |
| 惱羞成怒的總督回去後將燒毀行屍坑的米爾頓一同關入倉庫暴打，還命令他拿刀去殺死安卓莉亞，最終死心的米爾頓試圖反過來殺總督，卻被總督刺重傷後扔在牢房等死。安卓莉亞試圖用腳取得米爾頓在她旁邊留下的一把鉗子，但米爾頓不久後屍變向她走過來，只能迅速剪斷手銬面對牠。總督隨即領軍前去進攻監獄，攻下平原後發現內部空無一人，隨著瑞克扔出閃光彈，所有鎮民被葛倫和瑪姬放槍趕跑。部隊集體棄戰脫逃後，總督在半路上截住他們，看著他們完全不想再繼續作戰時突然間發飆，掃射殺死在場所有鎮民、包括艾倫，最後和馬丁尼茲和尚勃特駕車離開；一位沒逃成功的鎮民喬迪被卡爾截住後，即使準備投降卻還是被卡爾槍殺，目睹卡爾舉動的赫謝爾開始擔心他的心裡狀況。瑞克將其他人安頓好後率隊回去小鎮解決後患，趕到血流成河的車隊前營救唯一倖存的凱倫，藉由她的幫助平安進入小鎮。負責留下看守的泰瑞斯和莎夏瞭解事情後，眾人在倉庫中找到奄奄一息的安卓莉亞，但她已經被米爾頓咬傷而回天乏術，坦白自己只想盡可能的救別人，最後拿瑞克的槍、受米瓊恩的陪伴下舉槍自盡。清晨，瑞克將小鎮剩餘居民接到監獄中生活，將安卓莉亞的遺體帶回來安葬，當瑞克再次抬頭發現蘿莉的影子已經消失後，欣慰地認為他這次做出正確的選擇。         |             |                                          |                    |                         |                |                       |

## DVD與藍光發行
| 《陰屍路 第三季》The Walking Dead – The Complete Third Season                                |                                                                                              |                                                                                              |               |            |            |
| 內容                                                                                         | 內容                                                                                         | 內容                                                                                         | 特別收錄      | 特別收錄   | 特別收錄   |
| - 16集 - 5片裝 - 限定版使用「喪屍頭顱水缸」特殊包裝（美國版） - 法語、西班牙語字幕（美國版） | - 16集 - 5片裝 - 限定版使用「喪屍頭顱水缸」特殊包裝（美國版） - 法語、西班牙語字幕（美國版） | - 16集 - 5片裝 - 限定版使用「喪屍頭顱水缸」特殊包裝（美國版） - 法語、西班牙語字幕（美國版） | - 尚未公布    | - 尚未公布 | - 尚未公布 |
| 發行日期                                                                                     |                                                                                              |                                                                                              |               |            |            |
| 區域碼 1 & A                                                                                 | 區域碼 1 & A                                                                                 | 區域碼 2 & B                                                                                 | 區域碼 2 & B  | 區域碼 4   | 區域碼 4   |
| 2013年8月27日                                                                                | 2013年8月27日                                                                                | 2013年9月30日                                                                                | 2013年9月30日 | 尚未公佈   | 尚未公佈   |